# Wiktor Szaszerin
Wiktor Władimirowicz Szaszerin (ros. Виктор Владимирович Шашерин, ur. 23 lipca 1962 w Ałma-Acie) – radziecki łyżwiarz szybki, brązowy medalista mistrzostw świata.

## Kariera
Największy sukces w karierze Wiktor Szaszerin osiągnął w 1986 roku, kiedy zdobył brązowy medal podczas wielobojowych mistrzostw świata w Inzell. W zawodach tych wyprzedzili go jedynie Hein Vergeer z Holandii oraz jego rodak, Oleg Bożjew. W kolejnych biegach zajmował tam trzecie miejsce na 500 m, drugie na 5000 m, trzecie na 1500 m oraz szesnaste na dystansie 10 000 m. W tym samym roku był też czwarty na mistrzostwach Europy w Oslo, przegrywając walkę o medal z Tomasem Gustafsonem ze Szwecji. Zajął tam piąte miejsce w biegach na 5000, 1500 i 10 000 m oraz siódme na 500 m. W 1984 roku brał udział w igrzyskach olimpijskich w Sarajewie, zajmując szóste miejsce na 1000 m i ósme na dystansie 1500 m.